# Абдулрахман Мохамед
Абдулрахман Мохамед Абдулла (араб. عبد الرحمن محمد عبد الله, нар. 1 жовтня 1963) — еміратський футболіст, що грав на позиції захисника за клуб «Аль-Наср» (Дубай), а також національну збірну ОАЕ, у складі якої був учасником чемпіонату світу 1990 року.

## Клубна кар'єра
На клубному рівні протягом 1983—1991 років грав за «Аль-Наср» (Дубай).

## Виступи за збірну
1988 року дебютував в офіційних матчах у складі національної збірної ОАЕ.
У складі збірної був учасником чемпіонату світу 1990 року в Італії. На мундіалі брав участь в усіх трьох матчах своєї команди на груповому етапі, які вона програла з сумарним рахунком 2:11.